# Болево
Болево (пол. Bolewo) — село в Польщі, у гміні Ступськ Млавського повіту Мазовецького воєводства.
Населення — 131 особа (2011).
У 1975-1998 роках село належало до Цехановського воєводства.

## Демографія
Демографічна структура станом на 31 березня 2011 року:
|          | Загалом | Допрацездатний вік | Працездатний вік | Постпрацездатний вік |
| -------- | ------- | ------------------ | ---------------- | -------------------- |
| Чоловіки | 66      | 15                 | 44               | 7                    |
| Жінки    | 65      | 13                 | 36               | 16                   |
| Разом    | 131     | 28                 | 80               | 23                   |